# Otto Scherstén
Otto Edvard Scherstén, född den 7 mars 1852 i Ukna socken, Kalmar län, död den 29 juli 1923 på Ullevi gård vid Gamleby, var en svensk militär och gymnast. Han var farfars bror till Bengt och Tore Scherstén.
Scherstén blev 1874 underlöjtnant vid Gotlands nationalbeväring, där han avancerade till överstelöjtnant (1903) och tillförordnad chef (1908). Utnämnd till överste i armén 1909, erhöll han 1910 avsked från militärtjänsten. Åren 1876–1878 genomgick Scherstén Gymnastiska centralinstitutet och kom sedan att vid sidan av sin militära tjänst ägna sina bästa krafter inom olika tjänsteställningar åt såväl skolungdomens och de värnpliktigas fysiska uppfostran som åt de frivilliga kroppsövningarna. Han var instruktör vid Stockholms gymnastik- och fäktklubb 1878–1889 och tjänstgjorde dessutom som gymnastiklärare vid flera av huvudstadens skolor samt vid institutet för blinda på Tomteboda 1888–1895, där han förstod att på ett utmärkt sätt ordna metodiken för de blinda och därigenom visade den Lingska gymnastikens stora anpassningsförmåga. För arméns kroppsövningar blev Scherstén i viss mån banbrytande. Han var 1885–1889 andre och 1889–1895 förste lärare i gymnastik och vapenföring vid Krigsskolan på Karlberg, där han bragte särskilt fäktningen till hög ståndpunkt och införde idrottsövningar, vilka genom de utgående officerarna vidare spreds till armén. Han blev därigenom grundläggare för den militära idrottsrörelsen, vilken han även befordrade som en av stiftarna av den hela armén omfattande Föreningen för militär idrott. Scherstén var dessutom med om att stifta Centralföreningen för idrottens främjande, föreningarna för fäktkonstens och skidlöpningens främjande med mera och erhöll som erkännande av sin stora förtjänst om idrottsrörelsen idrottsföreningarnas riksförbunds förtjänsttecken. Schersténs överlägsna färdighet i fäktning, förkovrad bland annat genom studiebesök vid franska arméns fäktskola vid Joinville-le-Pont, föranledde hans anställning som biträdande (1880–1887) och ordinarie (1895–1904) lärare i fäktning vid Gymnastiska centralinstitutet, där han införde vissa förbättringar och förenklingar i denna undervisning. Efter avskedet ur krigstjänsten var han verksam som gymnastiklärare vid Djursholms samskola och förestod den kommunala simskolan i Stockholm. Scherstén skrev bland annat några beaktade kapitel om gymnastik i Illustrerad idrottsbok (utgiven 1886–1888 av Victor Balck). Han blev riddare av Svärdsorden 1897 och av Vasaorden 1901.